# Domena publiczna
Domena publiczna (ang. public domain, fr. Domaine public, D.P.) – w najwęższym znaczeniu twórczość, z której można korzystać bez ograniczeń wynikających z uprawnień, które mają posiadacze autorskich praw majątkowych, gdyż prawa te wygasły lub twórczość ta nigdy nie była lub nie jest przedmiotem prawa autorskiego. Pojęcie to wywodzi się z angielskiego systemu common law i początkowo oznaczało grunty należące do państwa, które zostały udostępnione do bezpłatnego użytku publicznego. Później znaczenie tego terminu zostało rozciągnięte na sferę prawa autorskiego.
Pojęcie to jest nie tyle ściśle zdefiniowanym terminem prawniczym, co raczej popularną nazwą koncepcji, zgodnie z którą istnienie zasobu twórczości dostępnej bez ograniczeń dla każdego jest warunkiem swobodnego rozwoju kultury i nauki. W związku z tym czas i zakres ochrony autorsko-prawnej oraz patentowej powinien stanowić kompromis między interesami twórców i społeczeństwa. W tym znaczeniu pojęcie to pojawia się np. w dokumentach i dyskusjach Światowej Organizacji Własności Intelektualnej. W dokumentach tych pojęcie to ma znaczenie szersze niż tylko zbiór dzieł, do których nie występuje ograniczenie dostępu ze względu na ochronę praw autorskich, ale ogólnie do wszystkich, które nie mają finansowych lub instytucjonalnych barier publicznego wykorzystania – np. dostępnych na tzw. wolnych licencjach. W zbliżony sposób definiuje też to pojęcie UNESCO.
Terminu domena publiczna używa się też czasami w odniesieniu do oprogramowania, które z jakichś względów nie jest objęte majątkowymi prawami autorskimi. Mylnie do tej kategorii zalicza się też niekiedy oprogramowanie dostępne na zasadach licencji copyleft oraz freeware lub nawet shareware.

Symbol stosowany w Wikipedii i innych projektach Fundacji Wikimedia oznaczający materiały dostępne w domenie publicznej

## Domena publiczna w Polsce
W polskim systemie prawa autorskiego, regulowanym przez ustawę o prawie autorskim i prawach pokrewnych , termin domena publiczna nie występuje – w tłumaczeniu konwencji berneńskiej termin ten przetłumaczono jako własność publiczną państwa. Posługują się nim jednak środowiska związane z rozwojem tzw. wolnej kultury i otwartej edukacji. Koalicja Otwartej Edukacji organizuje coroczne obchody Dnia Domeny Publicznej.
W polskim systemie prawa autorskiego nie istnieje możliwość wyzbycia się autorskich praw osobistych, a ich czas trwania jest nieograniczony. Część twórczości nie stanowi jednak przedmiotu tego prawa. W stosunku do twórczości, która stanowi przedmiot tego prawa, można jedynie mówić o wygasaniu praw majątkowych. Prawa osobiste, takie jak obowiązek przypisywania autorstwa czy nienaruszalność formy i treści, pozostają w mocy nawet po wygaśnięciu majątkowych praw autorskich. Ponadto nawet jeśli do twórczości pierwotnej wygasły już prawa majątkowe, to do dzieła stanowiącego opracowanie (tłumaczenie, przeróbka, adaptacja) wygasanie praw majątkowych rozpoczyna się od dnia upublicznienia tego opracowania lub od daty śmierci autora opracowania. W dniu 20 listopada 2015 r. weszła w życie nowelizacja polskiego prawa autorskiego, która m.in. zmieniła dotychczasowe zasady wydawania utworów pozostających w domenie publicznej. Zlikwidowano Fundusz Promocji Twórczości oraz obowiązek odprowadzania przez producentów i wydawców opłat z tytułu sprzedaży egzemplarzy utworów literackich, muzycznych, plastycznych, fotograficznych i kartograficznych.

### Przechodzenie dzieł do domeny publicznej
Jeśli przyjąć roboczą definicję domeny publicznej jako zbioru twórczości, który nie podlega ograniczeniom dostępu z tytułu ochrony majątkowych praw autorskich, mechanizm przechodzenia do niej dzieł na podstawie przepisów prawa autorskiego przedstawia następujący schemat blokowy oraz bardziej precyzyjnie tabela:

Diagram przechodzenia do domeny publicznej w polskim prawie autorskim obowiązujący w 2014 – dotyczy dzieł pierwotnych

Pytania o to, czy twórczość stanowi przedmiot prawa autorskiego
| Nr | Pytanie | Odpowiedź | Wniosek |
| -- | --- | --------- | ------- |
| 1. | Czy mamy do czynienia z „przejawem działalności twórczej o indywidualnym charakterze”? | Nie       |         |
| 1. | Czy mamy do czynienia z „przejawem działalności twórczej o indywidualnym charakterze”? | Tak       |         |
| 2. | Czy mamy do czynienia z: - aktem normatywnym lub jego urzędowym projektem? - urzędowym dokumentem, materiałem, znakiem lub symbolem? - opublikowanym opisem patentowym lub ochronnym? - prostą informacją prasową? | Tak       |         |
| 2. | Czy mamy do czynienia z: - aktem normatywnym lub jego urzędowym projektem? - urzędowym dokumentem, materiałem, znakiem lub symbolem? - opublikowanym opisem patentowym lub ochronnym? - prostą informacją prasową? | Nie       |         |
| 3. | Czy dzieło zostało opublikowane w Polsce, jego autorem jest obywatel Polski, po raz pierwszy zostało opublikowane w języku polskim lub zostało opublikowane w kraju, z którym Polska ma podpisane umowy o zakresie wzajemnej ochrony praw autorskich? | Nie       |         |
| 3. | Czy dzieło zostało opublikowane w Polsce, jego autorem jest obywatel Polski, po raz pierwszy zostało opublikowane w języku polskim lub zostało opublikowane w kraju, z którym Polska ma podpisane umowy o zakresie wzajemnej ochrony praw autorskich? | Tak       |         |
| 4. | Jeśli dzieło nie zostało opublikowane w Polsce, jego autorem nie jest obywatel Polski, po raz pierwszy nie zostało opublikowane w języku polskim, ale zostało opublikowane w kraju, z którym Polska ma podpisane umowy o zakresie wzajemnej ochrony praw autorskich – to czy według prawa tego kraju podlega ono prawu autorskiemu lub nie wygasły do niego prawa autorskie? | Nie       |         |
| 4. | Jeśli dzieło nie zostało opublikowane w Polsce, jego autorem nie jest obywatel Polski, po raz pierwszy nie zostało opublikowane w języku polskim, ale zostało opublikowane w kraju, z którym Polska ma podpisane umowy o zakresie wzajemnej ochrony praw autorskich – to czy według prawa tego kraju podlega ono prawu autorskiemu lub nie wygasły do niego prawa autorskie? | Tak       |         |
| 4. | Jeśli dzieło nie zostało opublikowane w Polsce, jego autorem nie jest obywatel Polski, po raz pierwszy nie zostało opublikowane w języku polskim, ale zostało opublikowane w kraju, z którym Polska ma podpisane umowy o zakresie wzajemnej ochrony praw autorskich – to czy według prawa tego kraju podlega ono prawu autorskiemu lub nie wygasły do niego prawa autorskie? |           |         |
| 5. | Czy dzieło jest „utworem, wykonanym sposobem fotograficznym lub do fotografii podobnym”, które upubliczniono w Polsce przed 4 lutego 1994 i na „utworze nie uwidoczniono wyraźnie zastrzeżenia prawa autorskiego”? | Tak       |         |
| 5. | Czy dzieło jest „utworem, wykonanym sposobem fotograficznym lub do fotografii podobnym”, które upubliczniono w Polsce przed 4 lutego 1994 i na „utworze nie uwidoczniono wyraźnie zastrzeżenia prawa autorskiego”? | Nie       |         |

| Symbol | Znaczenie                                               |
| ------ | ------------------------------------------------------- |
|        | Dzieło w domenie publicznej                             |
|        | Dzieło do którego nie wygasły majątkowe prawa autorskie |
|        | Idź do kolejnego pytania                                |
| p. X   | Idź do punktu X                                         |
|        | założenie niespełnione                                  |

Pytania o to, czy do dzieła wygasły majątkowe prawa autorskie?
| Nr                                         | Pytanie | Odpowiedź | Wniosek |
| ------------------------------------------ | --- | --------- | ------- |
| Pytania o autorów                          | |           |         |
| 6.                                         | Czy dzieło jest anonimowym utworem zbiorowym lub zostało stworzone w ramach stosunku pracy lub nie zostało opublikowane za życia twórców, a twórcy przekazali komuś majątkowe prawa autorskie? | Tak       | p. 9    |
| 6.                                         | Czy dzieło jest anonimowym utworem zbiorowym lub zostało stworzone w ramach stosunku pracy lub nie zostało opublikowane za życia twórców, a twórcy przekazali komuś majątkowe prawa autorskie? | Nie       |         |
| 7.                                         | Czy wiadomo, kiedy zmarł autor lub ostatni ze współautorów dzieła? | Nie       | p. 10   |
| 7.                                         | Czy wiadomo, kiedy zmarł autor lub ostatni ze współautorów dzieła? | Tak       |         |
| 8.                                         | Czy autorzy zmarli przed początkiem roku 1955 (70 lat temu i wcześniej) i odpowiedź na pytanie 6. była negatywna?                                                                              | Tak       |         |
| 8.                                         | Czy autorzy zmarli przed początkiem roku 1955 (70 lat temu i wcześniej) i odpowiedź na pytanie 6. była negatywna?                                                                              | Nie       |         |
| Pytania o termin pierwszego upublicznienia | |           |         |
| 9.                                         | Czy odpowiedź na pytanie 6. była twierdząca, a dzieło zostało upublicznione w 1954 (70 lat temu) lub dawniej?                                                                                  | tak       |         |
| 9.                                         | Czy odpowiedź na pytanie 6. była twierdząca, a dzieło zostało upublicznione w 1954 (70 lat temu) lub dawniej?                                                                                  | Nie       |         |
| 10.                                        | Czy dzieło zostało upublicznione ponad 140 lat temu, a odpowiedź na pytanie 6. była negatywna oraz nie wiadomo, kiedy autor zmarł?                                                             | Tak       |         |
| 10.                                        | Czy dzieło zostało upublicznione ponad 140 lat temu, a odpowiedź na pytanie 6. była negatywna oraz nie wiadomo, kiedy autor zmarł?                                                             | Nie       | [ 20 ]  |

## MechanizmCreative Commons 0
Organizacja Creative Commons promuje mechanizm przenoszenia utworów do domeny publicznej wolą autorów, pod nazwą CC0, który stanowi jej część modelu licencjonowania utworów. W związku z tym, że co do zasady polskie prawo autorskie uniemożliwia wyraźnie przenoszenia utworów do domeny publicznej wolą twórcy, mechanizm ten w Polsce może być traktowany jako sformalizowane oświadczenie woli twórcy, że ten nie będzie korzystał z przysługujących mu praw, a gdy to niemożliwe, udostępnia utwór na licencji, której warunki są tak maksymalnie zbliżone do zasad użycia utworów w ramach domeny publicznej, jak to tylko możliwe. Według oceny prawnej opublikowanej przez Koalicję Otwartej Edukacji, mechanizmem CC0 można się w Polsce posługiwać, ale „korzystający muszą mieć jednak świadomość wyżej opisanych ograniczeń”.